# Musashi abumi

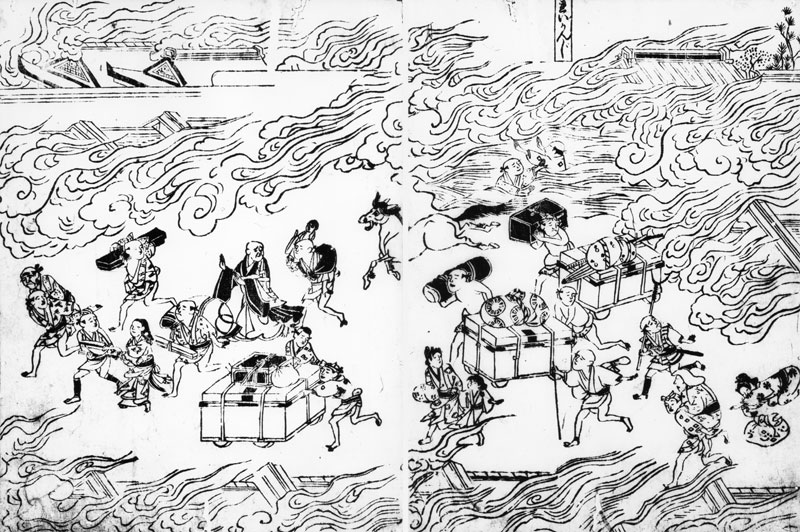
Habitants fuyant l'incendie en emportant leurs affaires dans des tansu sur roues.

Le Musashi abumi (むさしあぶみ, litt. « Les étriers de Musashi ») est un kana-zōshi d'Asai Ryōi publié en l'an 4 de l'ère Manji (1661) et traitant du grand incendie de Meireki qui dévasta Edo en 1657 et dont l'auteur a peut-être été témoin. Il mêle une description littéraire de la catastrophe avec des éléments anecdotiques et humoristiques et est illustré de nombreux dessins et gravures.
Considéré comme la chronique la plus détaillée de cet événement, il est écrit dans un style narratif et raconte l'histoire d'un moine appelé Rakusaibō ayant perdu sa famille dans l'incendie et rencontrant une ancienne connaissance de sa ville natale lors d'un pèlerinage à travers le pays et a qui il raconte le déroulement de l'incendie.
Asai Ryōi est également l'auteur du Kanameishi (な め い し) qui traite du tremblement de terre de Kanbun Ōmi-Wakasa ayant eu lieu à Kyoto en 1662.

## Contenu
Publié en deux volumes à Kyoto par deux éditeurs différents, Kawano Michikiyo et Nakamura Gohei, le premier volume traite du premier jour de l'incendie et le second du deuxième jour.
Le Musashi abumi débute par la description d'un homme appelé Rakusaibō, un moine arrivé au sanctuaire Kitano Tenman-gū de Kyoto. Il y raconte son expérience de l'incendie, énumère les lieux de la ville ayant subi des dommages et relate les expériences d'autres personnes.
Dans la scène initiale, au sanctuaire, il rencontre une vieille connaissance, un marchand, qui est surpris de voir le moine. Le marchand demande ce qui lui est arrivé et Rakusaibō indique que sa décision de devenir moine est liée à son expérience lors du grand incendie de Meireki. Le marchand encourage Rakusaibō à livrer son témoignage. Cependant, au lieu de parler de lui-même, Rakusaibō s'efface immédiatement pour jouer un rôle informatif et de narrateur. Il revient finalement au premier plan pour terminer son propre récit. La fin de son histoire clôt le premier livre, ainsi que le premier jour de l'incendie.
Au tout début du second livre, qui s'ouvre à l'aube du deuxième jour, Rakusaibō est revenu à son rôle informatif et énumère une liste de lieux. Comme pour le récit du premier jour, le récit du deuxième jour se termine par la réapparition de Rakusaibō, qui termine son récit d'Edo devenu un enfer. Une fois terminé, Rakusaibō, sous l'impulsion de son ancien ami, donne un bref exposé sur les catastrophes historiques en Chine et au Japon et termine sur une discussion sur les signes avant-coureurs de l'incendie.